# Праздники Беларуси

Государственный флаг Республики Беларусь

Праздники Беларуси (бел. Святы Беларусі) — праздники, установленные в Беларуси в ознаменование событий, имеющих особое историческое либо общественно-политическое значение для республики, оказавших существенное влияние на развитие белорусского государства и общества. В настоящее время определяются Указом Президента Республики Беларусь от 26 марта 1998 г. № 157 «О государственных праздниках, праздничных днях и памятных датах в Республике Беларусь» (с изменениями и дополнениями).

## Государственные праздники (нерабочие дни)
| Дата       | Название                                     | Местное название                         | Примечания |
| ---------- | -------------------------------------------- | ---------------------------------------- | --- |
| 1—2 января | Новый год                                    | Новы год                                 | До 2020 года праздничным днём было только 1 января |
| 7 января   | Рождество Христово (юлианский календарь)     | Божае Нараджэнне (юліанскі каляндар)     | |
| 8 марта    | Международный женский день                   | Міжнародны жаночы дзень                  | |
| апрель/май | Радуница                                     | Радаўніца                                | Празднуется на 9 день после православной Пасхи и является нерабочим днём. (10 мая 2016; 25 апреля 2017; 17 апреля 2018; 7 мая 2019; 28 апреля 2020; 11 мая 2021; 3 мая 2022; 25 апреля 2023; 14 мая 2024; 29 апреля 2025; 21 апреля 2026) |
| 1 мая      | Праздник труда                               | Свята працы                              | |
| 9 мая      | День Победы                                  | Дзень Перамогі                           | |
| 3 июля     | День Независимости (День Республики)         | Дзень Незалежнасці (Дзень Рэспублікі)    | В 1991—1996 годах отмечался 27 июля |
| 7 ноября   | День Октябрьской Революции                   | Дзень Кастрычніцкай рэвалюцыі            | Нерабочий день с 1995 года |
| 25 декабря | Рождество Христово (григорианский календарь) | Божае Нараджэнне (грыгарыянскі каляндар) | |

## Обзор праздников по годам
| Праздник                                       | 2000 | 2001 | 2002 | 2003 | 2004 | 2005 | 2006 | 2007 | 2008 | 2009 | 2010 | 2011 | 2012 | 2013 | 2014 | 2015 | 2016 | 2017 | 2018 | 2019 | 2020 | 2021 | 2022 | 2023 | 2024 | 2025 |
| ---------------------------------------------- | ---- | ---- | ---- | ---- | ---- | ---- | ---- | ---- | ---- | ---- | ---- | ---- | ---- | ---- | ---- | ---- | ---- | ---- | ---- | ---- | ---- | ---- | ---- | ---- | ---- | ---- |
| 1 января — Новый год                           | СБ   | ПН   | ВТ   | СР   | ЧТ   | СБ   | ВС   | ПН   | ВТ   | ЧТ   | ПТ   | СБ   | ВС   | ВТ   | СР   | ЧТ   | ПТ   | ВС   | ПН   | ВТ   | СР   | ПТ   | СБ   | ВС   | ПН   | СР   |
| 2 января — Новый год                           | N/A  | N/A  | N/A  | N/A  | N/A  | N/A  | N/A  | N/A  | N/A  | N/A  | N/A  | N/A  | N/A  | N/A  | N/A  | N/A  | N/A  | N/A  | N/A  | N/A  | ЧТ   | СБ   | ВС   | ПН   | ВТ   | ЧТ   |
| 7 января — Рождество Христово (православное)   | ПТ   | ВС   | ПН   | ВТ   | СР   | ПТ   | СБ   | ВС   | ПН   | СР   | ЧТ   | ПТ   | СБ   | ПН   | ВТ   | СР   | ЧТ   | СБ   | ВС   | ПН   | ВТ   | ЧТ   | ПТ   | СБ   | ВС   | ВТ   |
| 8 марта — Международный женский день           | СР   | ЧТ   | ПТ   | СБ   | ПН   | ВТ   | СР   | ЧТ   | СБ   | ВС   | ПН   | ВТ   | ЧТ   | ПТ   | СБ   | ВС   | ВТ   | СР   | ЧТ   | ПТ   | ВС   | ПН   | ВТ   | СР   | ПТ   | СБ   |
| Радуница                                       | ВТ   | ВТ   | ВТ   | ВТ   | ВТ   | ВТ   | ВТ   | ВТ   | ВТ   | ВТ   | ВТ   | ВТ   | ВТ   | ВТ   | ВТ   | ВТ   | ВТ   | ВТ   | ВТ   | ВТ   | ВТ   | ВТ   | ВТ   | ВТ   | ВТ   | ВТ   |
| 1 мая — Праздник труда                         | ПН   | ВТ   | СР   | ЧТ   | СБ   | ВС   | ПН   | ВТ   | ЧТ   | ПТ   | СБ   | ВС   | ВТ   | СР   | ЧТ   | ПТ   | ВС   | ПН   | ВТ   | СР   | ПТ   | СБ   | ВС   | ПН   | СР   | ЧТ   |
| 9 мая — День победы                            | ВТ   | СР   | ЧТ   | ПТ   | ВС   | ПН   | ВТ   | СР   | ПТ   | СБ   | ВС   | ПН   | СР   | ЧТ   | ПТ   | СБ   | ПН   | ВТ   | СР   | ЧТ   | СБ   | ВС   | ПН   | ВТ   | ЧТ   | ПТ   |
| 3 июля — День Независимости                    | ПН   | ВТ   | СР   | ЧТ   | СБ   | ВС   | ПН   | ВТ   | ЧТ   | ПТ   | СБ   | ВС   | ВТ   | СР   | ЧТ   | ПТ   | ВС   | ПН   | ВТ   | СР   | ПТ   | СБ   | ВС   | ПН   | СР   | ЧТ   |
| 7 ноября — День Октябрьской революции          | ВТ   | СР   | ЧТ   | ПТ   | ВС   | ПН   | ВТ   | СР   | ПТ   | СБ   | ВС   | ПН   | СР   | ЧТ   | ПТ   | СБ   | ПН   | ВТ   | СР   | ЧТ   | СБ   | ВС   | ПН   | ВТ   | ЧТ   | ПТ   |
| 25 декабря — Рождество Христово (католическое) | ПН   | ВТ   | СР   | ЧТ   | СБ   | ВС   | ПН   | ВТ   | ЧТ   | ПТ   | СБ   | ВС   | ВТ   | СР   | ЧТ   | ПТ   | ВС   | ПН   | ВТ   | СР   | ПТ   | СБ   | ВС   | ПН   | СР   | ЧТ   |
| Кол-во праздников, выпадающих на рабочие дни   | 7    | 8    | 9    | 8    | 4    | 5    | 7    | 8    | 8    | 6    | 4    | 5    | 7    | 9    | 8    | 6    | 6    | 7    | 8    | 9    | 7    | 4    | 5    | 8    | 9    | 9    |

## Государственные
- 15 марта — День Конституции (в 1995—1998 годах выходной день).
- 2 апреля — День единения народов Беларуси и России.
- 9 мая — День Победы (выходной день).
- Второе воскресенье мая — День Государственного флага, Государственного герба и Государственного гимна Республики Беларусь.
- 3 июля — День Независимости (День Республики) (выходной день)
- 17 сентября — День народного единства[1].

## Общереспубликанские
- 1—2 января — Новый год (выходной день).
- 23 февраля — День защитников Отечества и Вооружённых сил Беларуси.
- 8 марта — День женщин (выходной день).
- 1 мая — Праздник труда (выходной день).
- 7 ноября — День Октябрьской революции (с 13 апреля 1995 года).

## Религиозные
- 7 января — Рождество Христово (по юлианскому календарю) (выходной день с 1991 года).
- Пасха (по календарю православной и католической конфессий) (выходные дни с 1992 года. До 1998 понедельник после Пасхи также был выходным).
- Радуница (по календарю православной конфессии) (выходной день с 1992 года).
- Димитриевская родительская суббота, или Деды (по календарю православной конфессии).
- 2 ноября — День всех усопших верных (по календарю католической конфессии) (в 1992—1997 годах выходной день).
- 25 декабря — Рождество Христово (по григорианскому календарю) (выходной день с 1991 года).

## Профессиональные
- 5 января — День работников социальной защиты.
- первое воскресенье января — День банковских и финансовых работников.
- 19 января — День спасателя.
- последнее воскресенье января — День белорусской науки.
- 21 февраля — День работников землеустроительной и картографо-геодезической службы.
- 4 марта — День милиции.
- 18 марта — День внутренних войск.
- 23 марта — День работников гидрометеорологической службы.
- четвёртое воскресенье марта — День работников бытового обслуживания населения и жилищно-коммунального хозяйства.
- первое воскресенье апреля — День геолога.
- 22 апреля — День судебного эксперта[2].
- 5 мая — День печати.
- 7 мая — День работников радио, телевидения и связи.
- третья суббота мая — День работников физической культуры и спорта.
- 28 мая — День пограничника.
- последнее воскресенье мая — День химика.
- первое воскресенье июня — День мелиоратора.
- второе воскресенье июня — День работников лёгкой промышленности.
- третье воскресенье июня — День медицинских работников.
- 26 июня — День работников прокуратуры.
- последняя суббота июня — День изобретателя и рационализатора.
- 30 июня — День экономиста.
- первая суббота июля — День кооперации.
- первое воскресенье июля — День работников водного транспорта.
- второе воскресенье июля — День работников налоговых органов.
- третье воскресенье июля — День металлурга.
- 25 июля — День пожарной службы.
- последнее воскресенье июля — День работников торговли.
- первое воскресенье августа — День железнодорожника.
- второе воскресенье августа — День строителя.
- 2 августа — День десантника.
- 23 августа — День работников государственной статистики.
- последнее воскресенье августа — День шахтёра.
- первое воскресенье сентября — День работников нефтяной, газовой и топливной промышленности.
- 15 сентября — День библиотек.
- 20 сентября — День таможенника.
- третье воскресенье сентября — День работников леса.
- последнее воскресенье сентября — День машиностроителя.
- 6 октября — День архивиста.
- первое воскресенье октября — День учителя.
- второе воскресенье октября — День работников культуры.
- 14 октября — День стандартизации.
- 15 октября — День работников фармацевтической и микробиологической промышленности.
- последнее воскресенье октября — День автомобилиста и дорожника.
- первое воскресенье ноября — День работников гражданской авиации.
- третье воскресенье ноября — День работников сельского хозяйства и перерабатывающей промышленности агропромышленного комплекса.
- первая суббота декабря — День страховых работников.
- первое воскресенье декабря — День юриста.
- 20 декабря — День сотрудника органов государственной безопасности.
- 22 декабря — День энергетика.

### Праздники видов и родов войск Вооружённых сил
- 21 января — День инженерных войск.
- второе воскресенье апреля — День войск противовоздушной обороны.
- 2 августа — День десантников и сил специальных операций.
- 6 августа — День железнодорожных войск.
- третье воскресенье августа — День военно-воздушных сил.
- второе воскресенье сентября — День танкистов.
- 20 октября — День войск связи.
- 5 ноября — День военной разведки.
- 13 ноября — День войск РХБЗ.
- 19 ноября — День ракетных войск и артиллерии.

## Прочие праздники
- 15 марта — День потребителя.
- 15 мая — День семьи.
- 5 июня — День охраны окружающей среды.
- последнее воскресенье июня — День молодёжи и студенчества.
- 1 сентября — День знаний.
- первое воскресенье сентября — День белорусской письменности.
- третий вторник сентября — День мира.
- 1 октября — День пожилых людей.
- 14 октября — День матери.
- 21 октября — День отца.
- 3 декабря — День инвалидов Беларуси.
- 10 декабря — День прав человека.
- 17 декабря — День белорусского кино.

## Памятные даты
- 15 февраля — День памяти воинов-интернационалистов.
- 26 апреля — День чернобыльской трагедии.
- 22 июня — День всенародной памяти жертв Великой Отечественной войны и геноцида белорусского народа[3].

В Беларуси могут отмечаться праздничные даты, установленные актами международных организаций, иными международно-правовыми документами, а по решению президента Беларуси — другие государственные праздники, праздничные дни и памятные даты.

## Выходные праздничные дни по годам
| Название                          | 1992           | 1993           | 1994           | 1995           | 1996      | 1997      | 1998      | 1999      | 2000           | 2001           | 2002     | 2003     | 2004      | 2005           | 2006           | 2007           | 2008      | 2009      | 2010      | 2011           | 2012      | 2013     | 2014           | 2015      | 2016           | 2017           | 2018           | 2019     | 2020      | 2021      | 2022           | 2023           | 2024      | 2025      |
| --------------------------------- | -------------- | -------------- | -------------- | -------------- | --------- | --------- | --------- | --------- | -------------- | -------------- | -------- | -------- | --------- | -------------- | -------------- | -------------- | --------- | --------- | --------- | -------------- | --------- | -------- | -------------- | --------- | -------------- | -------------- | -------------- | -------- | --------- | --------- | -------------- | -------------- | --------- | --------- |
| Новый год                         | 1 янв          | 1—3 янв        | 1—2 янв        | 1 янв          | 1—2 янв   | 1 янв     | 1—4 янв   | 1—3 янв   | 1—2 янв        | 1—2 янв        | 1—2 янв  | 1 янв    | 1—7 янв   | 1—2 янв        | 1—2 янв        | 1—2 янв        | 1—2 янв   | 1—4 янв   | 1—3 янв   | 1—2 янв        | 1 янв     | 1—2 янв  | 1—2 янв        | 1—4 янв   | 1—3 янв        | 1—2 янв        | 1—2 янв        | 1 янв    | 1—2 янв   | 1—3 янв   | 1—2 янв        | 1—2 янв        | 1—2 янв   | 1—2 янв   |
| Рождество Христово (православное) | 7 янв          | 7 янв          | 7—9 янв        | 7—8 янв        | 6—7 янв   | 5—7 янв   | 7 янв     | 7—10 янв  | 7—9 янв        | 6—7 янв        | 6—7 янв  | 5—7 янв  | 1—7 янв   | 7—9 янв        | 7—8 янв        | 6—7 янв        | 5—7 янв   | 7 янв     | 7—10 янв  | 7—9 янв        | 7—8 янв   | 6—7 янв  | 5—7 янв        | 7 янв     | 7—10 янв       | 7—8 янв        | 6—7 янв        | 5—7 янв  | 5—7 янв   | 7—10 янв  | 7—9 янв        | 7—8 янв        | 6—7 янв   | 4—7 янв   |
| Международный женский день        | 7—8 мар        | 6—8 мар        | 6—8 мар        | 8 мар          | 8—10 мар  | 8—9 мар   | 7—8 мар   | 6—8 мар   | 8 мар          | 8—11 мар       | 8—10 мар | 8—9 мар  | 6—8 мар   | 5—8 мар        | 8 мар          | 8—11 мар       | 8—9 мар   | 7—8 мар   | 6—8 мар   | 5—8 мар        | 8—10 мар  | 8—10 мар | 8—9 мар        | 7—8 мар   | 6—8 мар        | 8 мар          | 8—11 мар       | 8—10 мар | 7—8 мар   | 6—8 мар   | 5—8 мар        | 8 мар          | 8—10 мар  | 8—9 мар   |
| День Конституции                  | —              | —              | —              | 15 мар         | 15—17 мар | 15—16 мар | 14—15 мар | —         | —              | —              | —        | —        | —         | —              | —              | —              | —         | —         | —         | —              | —         | —        | —              | —         | —              | —              | —              | —        | —         | —         | —              | —              | —         | —         |
| Пасха (католическая)              | 18—20 апр      | 10—12 апр      | 2—4 апр        | 15—17 апр      | 6—8 апр   | 29—31 мар | —         | —         | —              | —              | —        | —        | —         | —              | —              | —              | —         | —         | —         | —              | —         | —        | —              | —         | —              | —              | —              | —        | —         | —         | —              | —              | —         | —         |
| Пасха (православная)              | 25—27 апр      | 17—19 апр      | 30 апр — 2 мая | 22—24 апр      | 13—15 апр | 26—28 апр | —         | —         | —              | —              | —        | —        | —         | —              | —              | —              | —         | —         | —         | —              | —         | —        | —              | —         | —              | —              | —              | —        | —         | —         | —              | —              | —         | —         |
| Радуница                          | 1—5 мая        | 25—27 апр      | 7—10 мая       | 29 апр — 2 мая | 21—23 апр | 4—6 мая   | 26—28 апр | 18—20 апр | 6—9 мая        | 22—24 апр      | 14 мая   | 4—6 мая  | 18—20 апр | 7—10 мая       | 29 апр — 2 мая | 15—17 апр      | 4—6 мая   | 26—28 апр | 10—13 апр | 30 апр — 3 мая | 21—24 апр | 14 мая   | 29 апр — 1 мая | 18—21 апр | 7—10 мая       | 22—25 апр      | 15—17 апр      | 5—9 мая  | 25—28 апр | 8—11 мая  | 30 апр — 3 мая | 22—25 апр      | 11—14 мая | 27—29 апр |
| Праздник труда                    | 1—5 мая        | 1—2 мая        | 30 апр — 2 мая | 29 апр — 2 мая | 1 мая     | 1 мая     | 1—3 мая   | 1—2 мая   | 29 апр — 1 мая | 29 апр — 1 мая | 1 мая    | 1 мая    | 1—2 мая   | 30 апр — 1 мая | 29 апр — 2 мая | 28 апр — 1 мая | 1 мая     | 1—3 мая   | 1—2 мая   | 30 апр — 3 мая | 1 мая     | 1 мая    | 29 апр — 1 мая | 1—3 мая   | 30 апр — 1 мая | 30 апр — 1 мая | 29 апр — 1 мая | 1 мая    | 1—3 мая   | 1—2 мая   | 30 апр — 3 мая | 30 апр — 1 мая | 1 мая     | 1 мая     |
| День Победы                       | 9—10 мая       | 8—9 мая        | 7—10 мая       | 6—9 мая        | 9—12 мая  | 9—11 мая  | 9—10 мая  | 8—9 мая   | 6—9 мая        | 9 мая          | 9—12 мая | 9—11 мая | 8—9 мая   | 7—10 мая       | 7—9 мая        | 9 мая          | 9—11 мая  | 9—10 мая  | 8—10 мая  | 7—9 мая        | 9 мая     | 9—12 мая | 9—11 мая       | 9—10 мая  | 7—10 мая       | 7—9 мая        | 9 мая          | 5—9 мая  | 9—10 мая  | 8—11 мая  | 7—9 мая        | 6—9 мая        | 9 мая     | 9—11 мая  |
| День Независимости                | 25—27 июл      | 25—27 июл      | 27 июл         | 27—30 июл      | 27—28 июл | 3—6 июл   | 3—5 июл   | 3—4 июл   | 1—3 июл        | 30 июн — 3 июл | 3 июл    | 3 июл    | 3—4 июл   | 2—3 июл        | 1—3 июл        | 30 июн — 3 июл | 3—6 июл   | 3—5 июл   | 3—4 июл   | 2—3 июл        | 1—3 июл   | 3 июл    | 3—6 июл        | 3—5 июл   | 2—3 июл        | 1—3 июл        | 30 июн — 3 июл | 3 июл    | 3—5 июл   | 3—4 июл   | 2—3 июл        | 1—3 июл        | 3 июл     | 3—6 июл   |
| День всех усопших верных          | 31 окт — 2 ноя | 31 окт — 2 ноя | 2 ноя          | 2 ноя          | 2—3 ноя   | 1—2 ноя   | —         | —         | —              | —              | —        | —        | —         | —              | —              | —              | —         | —         | —         | —              | —         | —        | —              | —         | —              | —              | —              | —        | —         | —         | —              | —              | —         | —         |
| День Октябрьской революции        | —              | —              | —              | 5—7 ноя        | 7—10 ноя  | 7—9 ноя   | 7—8 ноя   | 6—7 ноя   | 4—7 ноя        | 7 ноя          | 7—10 ноя | 7—9 ноя  | 6—7 ноя   | 5—7 ноя        | 5—7 ноя        | 7 ноя          | 7—9 ноя   | 7—8 ноя   | 6—7 ноя   | 5—7 ноя        | 7 ноя     | 7 ноя    | 7—9 ноя        | 7—8 ноя   | 5—7 ноя        | 5—7 ноя        | 7 ноя          | 7—10 ноя | 7—8 ноя   | 6—7 ноя   | 5—7 ноя        | 4—7 ноя        | 7—10 ноя  | 7—9 ноя   |
| Рождество Христово (католическое) | 25—27 дек      | 25—26 дек      | 24—25 дек      | 23—25 дек      | 25 дек    | 25—28 дек | 25—27 дек | 25—26 дек | 23—25 дек      | 23—25 дек      | 25 дек   | 25 дек   | 25—26 дек | 24—25 дек      | 23—25 дек      | 23—25 дек      | 25—28 дек | 25—27 дек | 25—26 дек | 24—25 дек      | 23—25 дек | 25 дек   | 25—28 дек      | 25—27 дек | 24—25 дек      | 23—25 дек      | 23—25 дек      | 25 дек   | 25—27 дек | 25—26 дек | 24—25 дек      | 23—25 дек      | 25 дек    | 25—28 дек |
| Новый год                         | —              | —              | 31 дек         | 31 дек         | —         | —         | —         | —         | 30—31 дек      | 30—31 дек      | —        | —        | —         | 31 дек         | 31 дек         | 30—31 дек      | —         | —         | —         | 31 дек         | 30—31 дек | —        | —              | —         | 31 дек         | 30—31 дек      | 30—31 дек      | —        | —         | —         | 31 дек         | 30—31 дек      | —         | —         |

## Переносы рабочих дней
| Год  | Переносы рабочих дней |
| ---- | --- |
| 1992 | - с понедельника 4 мая на субботу 16 мая |
| 1993 | - с понедельника 26 апреля на субботу 24 апреля - с понедельника 26 июля на субботу 24 июля - с понедельника 1 ноября на субботу 30 октября |
| 1994 | - с понедельника 7 марта на субботу 5 марта |
| 1995 | - с понедельника 8 мая на субботу 6 мая - с пятницы 28 июля на субботу 5 августа - с понедельника 6 ноября на субботу 4 ноября |
| 1996 | - со вторника 2 января на субботу 30 декабря 1995 года - с понедельника 22 апреля на субботу 20 апреля - с пятницы 10 мая на субботу 4 мая |
| 1997 | - с понедельника 6 января на субботу 4 января - с понедельника 5 мая на субботу 3 мая - с пятницы 4 июля на субботу 12 июля - с пятницы 26 декабря на субботу 20 декабря |
| 1998 | - с пятницы 2 января на субботу 10 января - с понедельника 27 апреля на субботу 25 апреля |
| 1999 | - с пятницы 8 января на субботу 16 января - с понедельника 19 апреля на субботу 17 апреля |
| 2000 | - с понедельника 8 мая на субботу 13 мая - с понедельника 6 ноября на субботу 11 ноября |
| 2001 | - со вторника 2 января на субботу 20 января - с пятницы 9 марта на субботу 3 марта - с понедельника 23 апреля на субботу 21 апреля - с понедельника 30 апреля на субботу 28 апреля - с понедельника 2 июля на субботу 7 июля - с понедельника 24 декабря на субботу 22 декабря - с понедельника 31 декабря на субботу 29 декабря         |
| 2002 | - со среды 2 января на субботу 5 января - с пятницы 10 мая на субботу 18 мая - с пятницы 8 ноября на субботу 16 ноября |
| 2003 | - с понедельника 6 января на субботу 4 января - с понедельника 5 мая на субботу 3 мая |
| 2004 | - с пятницы 2 января на субботу 10 января - с понедельника 5 января на субботу 17 января - со вторника 6 января на субботу 31 января - с понедельника 19 апреля на субботу 17 апреля |
| 2005 | - с понедельника 7 марта на субботу 12 марта |
| 2006 | - с понедельника 2 января на субботу 21 января - с понедельника 8 мая на субботу 6 мая - с понедельника 6 ноября на субботу 4 ноября |
| 2007 | - со вторника 2 января на субботу 30 декабря 2006 года - с пятницы 9 марта на субботу 17 марта - с понедельника 16 апреля на субботу 14 апреля - с понедельника 30 апреля на субботу 5 мая - с понедельника 2 июля на субботу 7 июля - с понедельника 24 декабря на субботу 22 декабря - с понедельника 31 декабря на субботу 29 декабря |
| 2008 | - со среды 2 января на субботу 12 января - с понедельника 5 мая на субботу 3 мая - с пятницы 4 июля на субботу 28 июня - с пятницы 26 декабря на субботу 20 декабря |
| 2009 | - с пятницы 2 января на субботу 10 января - с понедельника 27 апреля на субботу 25 апреля |
| 2010 | - с пятницы 8 января на субботу 23 января - с понедельника 12 апреля на субботу 17 апреля - с понедельника 10 мая на субботу 15 мая |
| 2011 | - с понедельника 7 марта на субботу 12 марта - с понедельника 2 мая на субботу 14 мая |
| 2012 | - с пятницы 9 марта на воскресенье 11 марта - с понедельника 23 апреля на субботу 28 апреля - с понедельника 2 июля на субботу 30 июня - с понедельника 24 декабря на субботу 22 декабря - с понедельника 31 декабря на субботу 29 декабря                                                                                               |
| 2013 | - со среды 2 января на субботу 5 января - с пятницы 10 мая на субботу 18 мая |
| 2014 | - с четверга 2 января на субботу 4 января - с понедельника 6 января на субботу 11 января - со среды 30 апреля на субботу 3 мая - с пятницы 4 июля на субботу 12 июля - с пятницы 26 декабря на субботу 20 декабря |
| 2015 | - с пятницы 2 января на субботу 10 января - с понедельника 20 апреля на субботу 25 апреля |
| 2016 | - с пятницы 8 января на субботу 16 января - с понедельника 7 марта на субботу 5 марта |
| 2017 | - с понедельника 2 января на субботу 21 января - с понедельника 24 апреля на субботу 29 апреля - с понедельника 8 мая на субботу 6 мая - с понедельника 6 ноября на субботу 4 ноября |
| 2018 | - со вторника 2 января на субботу 20 января - с пятницы 9 марта на субботу 3 марта - с понедельника 16 апреля на субботу 14 апреля - с понедельника 30 апреля на субботу 28 апреля - с понедельника 2 июля на субботу 7 июля - с понедельника 24 декабря на субботу 22 декабря - с понедельника 31 декабря на субботу 29 декабря         |
| 2019 | - с понедельника 6 мая на субботу 4 мая - со среды 8 мая на субботу 11 мая - с пятницы 8 ноября на субботу 16 ноября |
| 2020 | - с понедельника 6 января на субботу 4 января - с понедельника 27 апреля на субботу 4 апреля |
| 2021 | - с пятницы 8 января на субботу 16 января - с понедельника 10 мая на субботу 15 мая |
| 2022 | - с понедельника 7 марта на субботу 12 марта - с понедельника 2 мая на субботу 14 мая |
| 2023 | - с понедельника 24 апреля на субботу 29 апреля - с понедельника 8 мая на субботу 13 мая - с понедельника 6 ноября на субботу 11 ноября |
| 2024 | - с понедельника 13 мая на субботу 18 мая - с пятницы 8 ноября на субботу 16 ноября |
| 2025 | - с понедельника 6 января на субботу 11 января - с понедельника 28 апреля на субботу 26 апреля - с пятницы 4 июля на субботу 12 июля - с пятницы 26 декабря на субботу 20 декабря |